# Geoffrey Alexander
Geoffrey Alexander foi um ator de televisão britânico da década de 1960. Muitas vezes atuava como médico ou policial. Suas aparições incluem Z-Cars (1962), Os Vingadores (1963), Coronation Street (1963), The Man in Room 17 (1965) e The Strange Case of Dr. Jekyll and Mr. Hyde (1968).